# Dolomiaea
Dolomiaea é um género botânico pertencente à família Asteraceae.